# Социальный статус

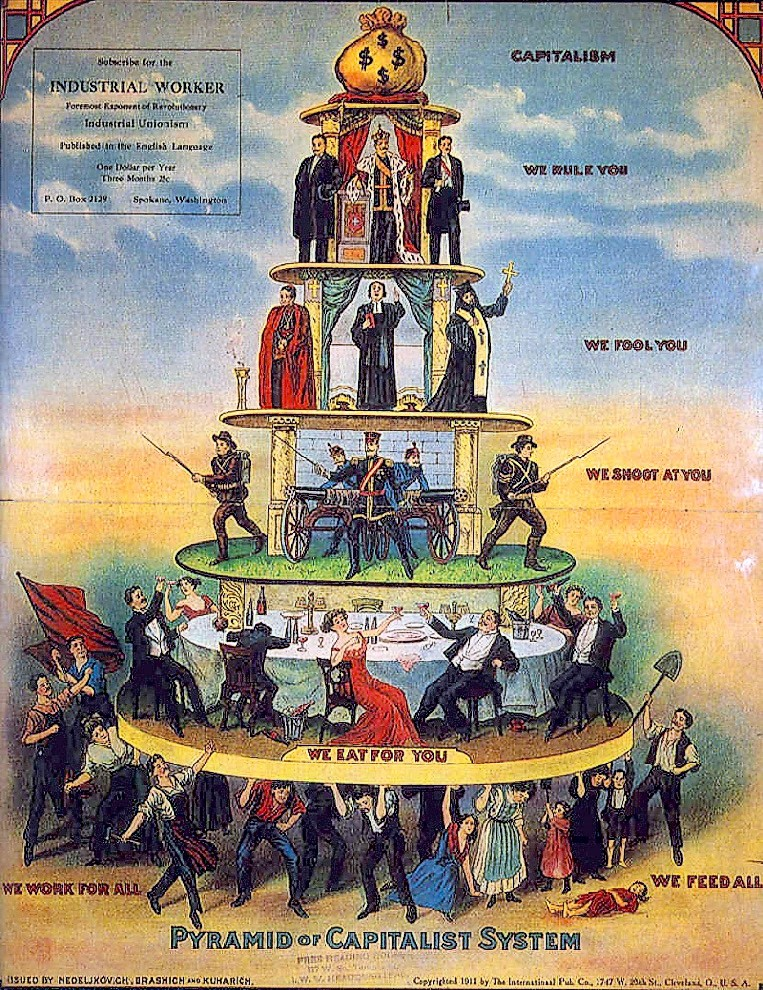
«Классы капиталистического общества», карикатура, 1911 год
сверху вниз:
дворянство (в том числе и король) — «мы правим вами»;
духовенство — «мы дурачим вас»;
армия — «мы стреляем в вас»
буржуазия — «мы едим за вас»;
рабочие и крестьяне — «мы работаем за всех», «мы кормим всех»

Социа́льный ста́тус, обще́ственный ста́тус — социальное положение социальной  личности или социальной группы в обществе или отдельной социальной подсистеме общества. 
Общественный статус определяется по специфическим для конкретного общества признакам, в качестве которых могут выступать экономические, национальные, возрастные и другие признаки. Социальный статус характеризуется властными и/или материальными возможностями, реже специфическими умениями или навыками, харизмой, образованием и так далее.

## Понятие
Понятие в социологическом смысле впервые начал употреблять английский историк и юрист Генри Мэн.
Социальный статус — это место или позиция индивида, соотносимое с положением других людей; это место индивида в иерархически организованной общественной структуре, его объективная позиция в нём; это неисчерпаемый человеческий ресурс, дающий человеку возможность влиять на общество и получать посредством него привилегированные позиции в системе власти и распределения материальных благ. Каждый человек занимает целый ряд позиций в обществе, каждая из которых предполагает целый ряд прав и обязанностей.
Социальные статусы — это элементы социальной организации общества, обеспечивающие социальные связи между субъектами социальных отношений. Общество не только создаёт социальные позиции — статусы, но и обеспечивает социальные механизмы распределения членов общества по этим позициям.
Социальный статус — это место, которое индивид занимает в социальной системе и которое характеризуется определенным набором прав и обязанностей.

### Социальная стратификация по Максу Веберу
Исследователи проблемы социальных статусов во многом опираются на теорию, разработанную немецким социологом Максом Вебером. Он утверждал, что социальная стратификация основана на трёх факторах: экономических (богатство), политических (власть, право) и социальных (престиж). По мнению Вебера, статус (нем. Stand) — это социальная группа с определённым стилем жизни, то есть набором привычек, ценностей, верований, понятий о чести и т.п. Каждому стилю жизни соответствует определённый престиж с более или менее высокой оценкой. Добиваясь такой оценки, люди усваивают соответствующие ей нормы.
Ведутся дискуссии относительно того, являются ли введённые Вебером три измерения социальной стратификации более полезными для исследования социального неравенства, чем более традиционные термины, такие как социально-экономический статус.

## Виды статусов
Каждый человек, как правило, обладает не одним, а несколькими социальными статусами.
Социологи различают:
- прирождённый статус — статус, полученный человеком при рождении (пол, раса, национальность, биологическая страта). В некоторых случаях прирожденный статус может меняться: статус члена королевской семьи — с рождения и до тех пор, пока существует монархия.
- приобретенный (достигаемый) статус — статус, которого человек достигает благодаря своим умственным и физическим усилиям (работа, связи, должность, пост).
- предписанный (приписываемый) статус — статус, который человек приобретает вне зависимости от своего желания (возраст, статус в семье), с течением жизни он может меняться. Предписанный статус бывает прирожденным и приобретенным.

## Критерии социального статуса
Большинство социологов придерживаются многомерного подхода, учитывая такие признаки, как:
1. собственность
2. уровень дохода
3. образ жизни
4. отношения между людьми в системе общественного разделения труда
5. отношения распределения
6. отношения по потреблению
7. место человека в иерархии политической системы
8. уровень образования
9. этническое происхождение и др.

Кроме того, в социологии существует так называемый главный статус, то есть наиболее характерный для данного индивида статус, с которым он себя идентифицирует или с которым его идентифицируют другие люди. Он определяет стиль, образ жизни, круг знакомых, манеру поведения. Для представителей современного общества главный статус чаще всего связан с профессиональной деятельностью.

## Статусная несовместимость
Несовместимость статусов возникает лишь при двух обстоятельствах:
- когда индивид занимает в одной группе высокий ранг, а во второй — низкий;
- когда права и обязанности одного статуса человека противоречат или мешают выполнению прав и обязанностей другого его статуса.

По мнению американского психолога Лоретты Грациано Бройнинг, основателя Inner Mammal Institute и заслуженного профессора Калифорнийского университета, важно понимать, что «социальный статус не зависит напрямую от материального положения… Бедный учитель может наслаждаться чувством собственной значимости, в то время как успешный бизнесмен чувствует себя ущербным из-за третьего или четвертого места в рейтинге богачей». Российский пример — учителя музыкальных школ, особенно — преподаватели музыкально-теоретических дисциплин. В постсоветский период многие учителя имели зарплаты ниже прожиточного минимума, не позволяющие регулярно посещать классические концерты и музыкальные спектакли, получив при этом одно из самых длительных, престижных и дорогостоящих образований в мире. В 2016 году премьер-министр РФ Дмитрий Медведев посоветовал мало зарабатывающим учителям решить свои проблемы (т. е. статусную несовместимость), уйдя из профессии в бизнес.

## История социальных статусов в России
В Российской Империи выделялись следующие основные социальные статусы, закреплявшиеся в документах и указывавшийся как «звание»:
- крестьянин
- мещанин
- личный почётный гражданин
- потомственный почётный гражданин
- личный дворянин
- потомственный дворянин

При этом, если имелся какой-либо чин, то вместо указанных категорий населения указывался именно чин.
В Советском Союзе выделялись следующие основные социальные статусы, закреплявшиеся в документах, и указывавшийся как «социальное положение»:
- крестьянин
- рабочий
- служащий

К категории служащих относились все, кто имел высшее образование или окончил техникум. К категории рабочих относились все, кто не имел указанного образования. К категории крестьян относились жители сельских населенных пунктов, занятых в сельском хозяйстве, не имевшие вышеуказанного образования.
При поступлении на работу (службу) заполнялся «личный листок по учёту кадров», в котором имелась графа (№ 6) «Социальное происхождение». Обычно данную графу заполняли одним из следующих вариантов: «из крестьян», «из рабочих», «из служащих». Как правило, указывался социальный статус главы семейства.